# Microcorynus blandus
Microcorynus blandus es una especie de coleóptero de la familia Attelabidae.

## Distribución geográfica
Habita en la India, Laos, Birmania, Tailandia  y Vietnam.